# 甲𬭩离子
甲𬭩离子，又稱甲烷正離子，是一种碳阳离子，化学式 [CH
3(H
2)]+，由一个碳原子以共价键连接三个氢原子和一个氢分子而成，带+1电荷。它是一种超强酸和𬭩离子，也是最简单的碳𬭩离子。
甲𬭩离子可以在实验室中作为稀气体或作为超强酸中的稀释物种生产。 它于1950年首次制备，并于1952年由维克托·塔罗斯和助手安娜·康斯坦丁诺芙娜·鲁比莫夫发表。它也在某些化学反应中作为反应中间体存在。

## 结构
甲𬭩离子可以看作是甲烯𬭩离子 CH+
3 的双氢配合物，含有三中心二电子键。H2分子中的键合电子对由构成三中心二电子键的两个氢原子和一个碳原子共享。
H2 中的两个氢原子可以持续和在 CH+
3 离子中的三个氢原子交换位置（一种叫假旋转的构象变化，特别是贝里假旋转）。因此，甲𬭩离子是一种流变分子。它的交换能垒非常低，以至于在非常低的温度下也会发生。
红外光谱学已被用于获取有关甲𬭩离子不同构象的信息。

## 制备
甲𬭩离子可以由甲烷和超强酸（例如氟锑酸，为五氟化锑 SbF
5 的氢氟酸 HF 溶液）反应而成。
在 270 Pa和环境温度下，甲烷阳离子 CH+
4会和电中性的甲烷反应，产生甲𬭩离子和甲基自由基：
CH+
4 + CH
4 → CH+
5 + CH•
3

## 反应
在低压（约 1 mmHg）和环境温度下，甲𬭩离子不和电中性的甲烷反应。